# Ursul (film din 1988)
Ursul (L'Ours) este un film francez din 1988 regizat de Jean-Jacques Annaud.

## Descriere
Un pui de urs grizzly își pierde mama într-un accident, dar un urs mare, tot grizzly, îl adoptă și îl învață cum să se protejeze de vânători.

## Distribuție
- Ursul Bart
- Ursul Youk
- Tcheky Karyo
- Andre Lacombe
- Jack Wallace

## Premii
- Oscar pentru cel mai bun montaj (nominalizat)
- BAFTA pentru cea mai bună imagine (nominalizat)

## Recepție critică
Filmul are un rating de 92% pe Rotten Tomatoes cu recenzii pozitive, fiind un succes în lumea criticilor.

## Filmarea
Filmările au fost realizate din 13 mai 1987 până în octombrie 1988, în regiunile italiene și austriece ale Dolomites. Unele scene adiționale au fost filmate într-o grădină zoologică belgiană la începutul anului 1988.